# Acid carboran
Acid carboran (công thức chung: H(CXB
11Y
5Z
6) (X, Y, Z = H, Alk, F, Cl, Br, CF3)) là một loại siêu acid, nó mạnh hơn một triệu lần so với acid sulfuric có nồng độ 100% trong thang đo độ acid Hammett (H0 ≤ −18) và giá trị pKa thấp hơn −20, như là một acid Brønsted mạnh nhất đã biết. Ví dụ được nghiên cứu nhiều nhất là dẫn xuất chlor H(CHB
11Cl
11). Tính acid của H(CHB
11Cl
11) mạnh hơn acid triflic, CF
3SO
3H và bistriflimide, (CF
3SO
2)
2NH, hợp chất trước đây được coi là acid mạnh nhất.
Tính acid cao của chúng xuất phát từ sự phân chia rộng rãi của các base liên hợp của chúng, các anion carboranat (CXB11Y5Z6−), thường được ổn định thêm bởi các nhóm nguyên tố âm điện như Cl, F và CF3. Do không có tính oxy hóa và đặc biệt là tính ưa nucleophin thấp và tính ổn định cao của các base liên hợp, chúng là các siêu acid duy nhất được biết đến là protonate C60 fuleren mà không bị phân hủy. Ngoài ra, chúng tạo thành các muối ổn định, dễ phân lập với benzen được proton hóa, C6H7+, hợp chất cơ bản của chất trung gian Wheland gặp trong các phản ứng thay thế nhân thơm electrophin.
Acid carboran fluor hóa, H(CHB
11F
11), thậm chí còn mạnh hơn acid carboran chlor hóa. Nó có thể proton hóa butan để tạo thành cation t-butyl ở nhiệt độ phòng và là acid duy nhất được biết đến để proton hóa carbon dioxide để tạo ra cation bắc cầu, [H(CO
2)
2]+
, làm cho nó có thể là acid mạnh nhất được biết đến. Đặc biệt, CO2 không trải qua quá trình proton hóa có thể quan sát được khi được xử lý với hỗn hợp các siêu acid HF:SbF5 hoặc HSO3F:SbF5.

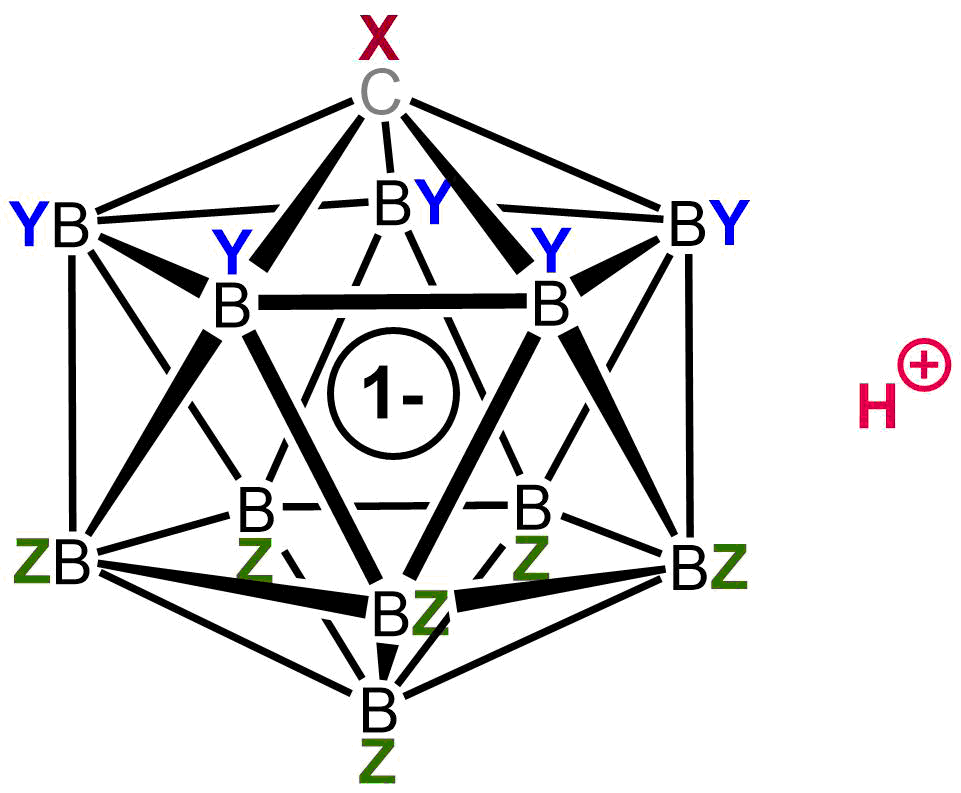
Cấu trúc chung của một acid carboran thể hiện tối đa ba loại nhóm thế khác nhau X, Y và Z. Vị trí của proton acid sẽ phụ thuộc vào các nhóm thế và được hiển thị ở đây ở vị trí chung.

Về mặt phân loại, các acid carboran tạo thành nhóm có tính acid mạnh nhất gồm các chất có thể phân lập rõ ràng được biết đến, có tính acid mạnh hơn nhiều so với các acid mạnh đã biết trước đây như acid triflic hoặc acid pechloric. Trong một số trường hợp nhất định, giống như các dẫn xuất halogen hóa được đề cập ở trên, tính acid của chúng cạnh tranh (và có thể vượt quá) so với các siêu acid Lewis–Brønsted hỗn hợp như acid magic và acid fluoroantimonic. (Tuy nhiên, cho đến nay vẫn chưa thể so sánh trực tiếp, do thiếu thước đo độ acid phù hợp cho cả hai loại acid, pKa không xác định được giá trị đối với các acid hỗn hợp phức tạp về mặt hóa học trong khi H0 các giá trị không thể đo được đối với các acid carboran nóng chảy rất cao).

## Tính acid

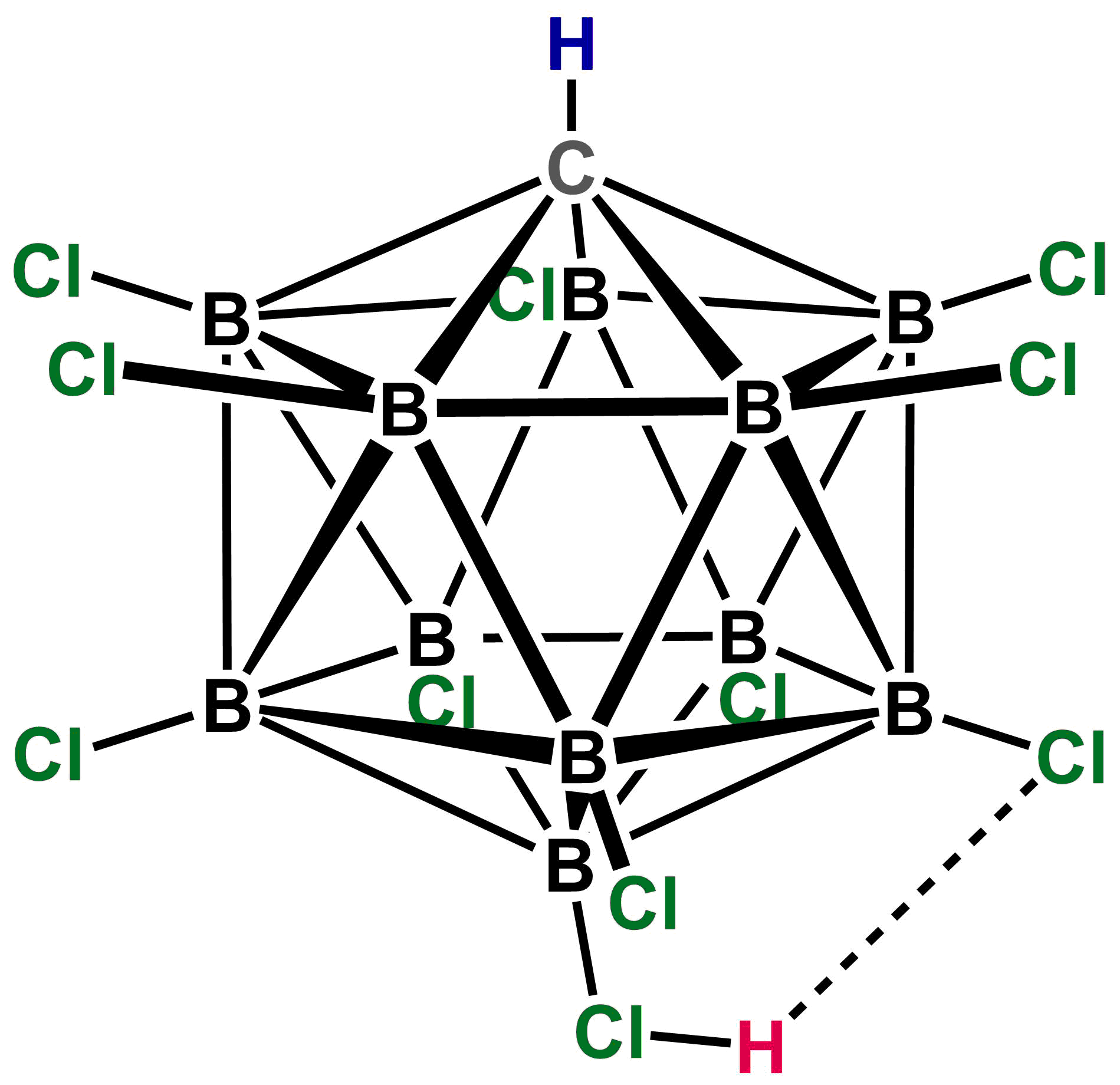
Acid carboran H(CHB_{11}Cl_{11}) được chứng minh là đơn chất trong pha khí, với proton có tính acid (được hiển thị màu đỏ) liên kết với Cl(12) và liên kết thứ hai với Cl(7). Dạng monome có thể thay đổi khi cô đặc, nhưng cuối cùng sẽ trùng hợp để tạo ra cấu trúc với proton acid làm cầu nối giữa các đơn vị carboran. (N.B: các vạch giữa các nguyên tử carbon và bor của lõi carboran cho thấy sự kết nối nhưng không nên được hiểu là các liên kết đơn. Các bậc liên kết nhỏ hơn một, do thiếu electron).

Độ mạnh của acid Brønsted–Lowry tương ứng với khả năng giải phóng ion hydro. Một số đo phổ biến của độ mạnh acid đối với môi trường lỏng đậm đặc, siêu acid là hàm độ acid Hammett, H0. Dựa trên khả năng định lượng proton hóa benzen, acid carboran chlor hóa H(CHB
11Cl
11) được ước tính một cách thận trọng là có giá trị H0 bằng hoặc dưới −18, dẫn đến khẳng định chung rằng acid carboran mạnh hơn acid sulfuric 100% (H0 = −12) ít nhất một triệu lần. Tuy nhiên, vì giá trị H0 đo khả năng tạo proton của môi trường lỏng, bản chất kết tinh và tính nóng chảy cao của các acid này không cho phép đo trực tiếp thông số này. Xét về pKa, một phép đo độ acid hơi khác được định nghĩa là khả năng của một chất tan nhất định bị ion hóa trong dung môi, các acid carboran được ước tính có pKa giá trị dưới −20, ngay cả khi không có nhóm thế rút electron trên nguyên tử bor (ví dụ, H(CHB
11H
11) được ước tính có pKa là −24), với chất tương tự fluor hóa hoàn toàn H(CB11NS12) có pKa tính được là −46. Acid đã biết H(CHB
11F
11) với một ít fluor hơn được cho là chỉ yếu hơn một chút (pKa < −40).
Trong pha khí, H(CHB
11F
11) có độ acid tính toán là 216 kcal/mol, so với độ acid được xác định bằng thực nghiệm là 241 kcal/mol (theo thỏa thuận hợp lý với giá trị tính toán là 230 kcal/mol) đối với H(CHB
11Cl
11). Ngược lại, HSbF6 (một ví dụ cho việc chuyển đổi proton trong acid fluoroantimonic) có độ acid pha khí tính toán là 255 kcal/mol, trong khi người giữ kỷ lục được xác định bằng thực nghiệm trước đó là (C4F9SO2)2NH, một đồng phân của bistriflimide, ở 291 kcal/mol. Do đó, H(CHB
11F
11) có thể là chất có tính acid nhất cho đến nay được tổng hợp với số lượng lớn, xét về tính acid trong pha khí của nó. Xét về khả năng phản ứng độc đáo của nó, nó cũng là một ứng cử viên nặng ký cho việc trở thành chất có tính acid mạnh nhất trong pha ngưng tụ (xem ở trên). Một số dẫn xuất thậm chí có tính acid mạnh hơn đã được dự đoán, với độ acid pha khí < 200 kcal/mol.
Các acid carboran khác với các siêu acid amin ở chỗ là các chất một thành phần được xác định rõ ràng. Ngược lại, các siêu acid thường là hỗn hợp của acid Brønsted và acid Lewis (ví dụ HF/SbF5). Mặc dù là acid mạnh nhất, các acid carboran gốc bor được gọi là acid yếu nhất, tạo ra các chất có tính base yếu một cách hoàn toàn mà không có thêm phản ứng phụ. Trong khi các siêu acid thông thường phân hủy fulleren do thành phần acid Lewis có tính oxy hóa mạnh, thì acid carboran có khả năng tạo ra fulleren ở nhiệt độ phòng để tạo ra muối có thể phân lập được. Hơn nữa, anion hình thành do sự chuyển proton gần như hoàn toàn trơ. Tính chất này là yếu tố làm cho các acid carboran trở thành những chất duy nhất có tính acid tương đương với các siêu acid hỗn hợp cũng có thể được bảo quản trong chai thủy tinh, vì không xảy ra phản ứng ăn mòn thủy tinh.

## Lịch sử

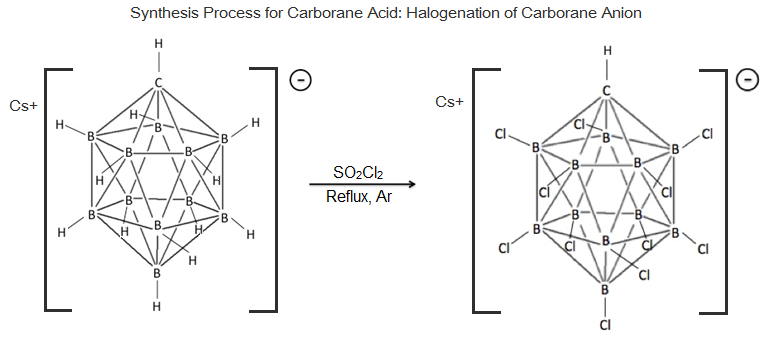
Tổng hợp acid carboran từ Cs^{+}[HCB_{11}H_{11}^{−} thành Cs^{+}[HCB_{11}Cl_{11}^{−}.

Acid carboran lần đầu tiên được phát hiện và tổng hợp bởi Giáo sư Christopher Reed và các đồng nghiệp của ông vào năm 2004 tại Đại học California, Riverside. Trước khi phát hiện ra acid carboran, kỷ lục về "acid mạnh nhất là hợp chất đơn lẻ có thể phân lập" được nắm giữ bởi hai siêu acid, acid fluorosulfonic và acid trifluoromethanesulfonic, với pKa lần lượt là −14 và −16. Phân tử mà từ đó acid carboran được tạo ra, anion carboranat hình tứ diện, HCB
11H−
11, được tổng hợp lần đầu tiên tại DuPont vào năm 1967 bởi Walter Knoth. Nghiên cứu về đặc tính của phân tử này bị gián đoạn cho đến giữa những năm 1980 khi nhóm các nhà khoa học về bor người Séc, Plešek, Štíbr, và Heřmánek cải thiện quá trình halogen hóa phân tử carborane. Những phát hiện này là công cụ trong việc phát triển quy trình tổng hợp acid carboran hiện nay. Quy trình bao gồm xử lý Cs+[HCB11H11]− với SO
2Cl
2, hồi lưu dưới argon khô để chlor hóa hoàn toàn phân tử tạo ra acid carboran, nhưng điều này đã được chứng minh là chỉ chlor hóa hoàn toàn trong các điều kiện chọn lọc.
Vào năm 2010, Reed đã xuất bản một hướng dẫn đưa ra các quy trình chi tiết để tổng hợp các acid carboran và các dẫn xuất của chúng. Tuy nhiên, quá trình tổng hợp acid carboran vẫn kéo dài và khó khăn và đòi hỏi một hộp đựng găng tay được bảo quản tốt và một số thiết bị chuyên dụng. Nguyên liệu ban đầu là decaboran (14) có bán trên thị trường, một chất có độc tính cao. acid carboran được nghiên cứu nhiều nhất H(CHB
11Cl
11) được chuẩn bị trong 13 bước. Một vài bước cuối cùng đặc biệt nhạy cảm và yêu cầu hộp đựng găng tay ở < 1 ppm H2O mà không có hơi dung môi base yếu, vì các base yếu như benzen hoặc dichloromethane sẽ phản ứng với các chất điện ly có gốc carboran và acid Brønsted. Bước cuối cùng của quá trình tổng hợp là phản ứng tổng hợp muối μ-hydridodisilylium carboranat với chất lỏng dư thừa, hydro chloride khan, có lẽ được thúc đẩy bởi sự hình thành các liên kết Si–Cl và H–H mạnh trong các sản phẩm phụ dễ bay hơi:
[Et3Si–H–SiEt3]+[HCB11Cl11]− + 2HCl →H(CHB
11Cl
11) + 2Et3SiCl + H2
Sản phẩm được cô cạn bằng cách làm bay hơi các sản phẩm phụ và được chiếu tia hồng ngoại (νCH = 3023 cm−1) và cộng hưởng từ hạt nhân (δ 4,55 (s, 1H, CH), 20,4 (s, 1H, H+) trong lưu huỳnh dioxide lỏng) quang phổ (lưu ý sự chuyển dịch hóa học cực kỳ theo chiều xuống của proton có tính acid). Mặc dù các phản ứng được sử dụng trong quá trình tổng hợp là tương tự, nhưng thu được một mẫu tinh khiết của H(CHB
11F
11) hóa ra thậm chí còn khó hơn, đòi hỏi các quy trình cực kỳ nghiêm ngặt để loại các tạp chất khác.

## Cấu trúc
Acid carboran bao gồm 11 nguyên tử bor, mỗi nguyên tử bor liên kết với một nguyên tử chlor. Các nguyên tử chlor tăng cường tính acid và hoạt động như lá chắn chống sự phân hủy, chúng hình thành xung quanh cụm, bao gồm 11 nguyên tử bor, 11 nguyên tử chlor và một nguyên tử carbon, được nối với một nguyên tử hydro, liên kết với nguyên tử carbon. Các nguyên tử bor và carbon được phép tạo liên kết sáu do bor có khả năng tạo liên kết ba-tâm-hai điện tử.
Mặc dù cấu trúc của acid carboran khác rất nhiều so với các acid thông thường, nhưng cả hai đều phân bố điện tích và tính ổn định theo một kiểu tương tự. Các anion carboranat phân bố điện tích của nó bằng cách phân chia các  trong 12 nguyên tử lồng. Điều này được chỉ ra trong một nghiên cứu nhiễu xạ tia X đơn tinh thể cho thấy độ dài liên kết rút ngắn trong phần dị vòng của vòng cho thấy sự phân chia electron.

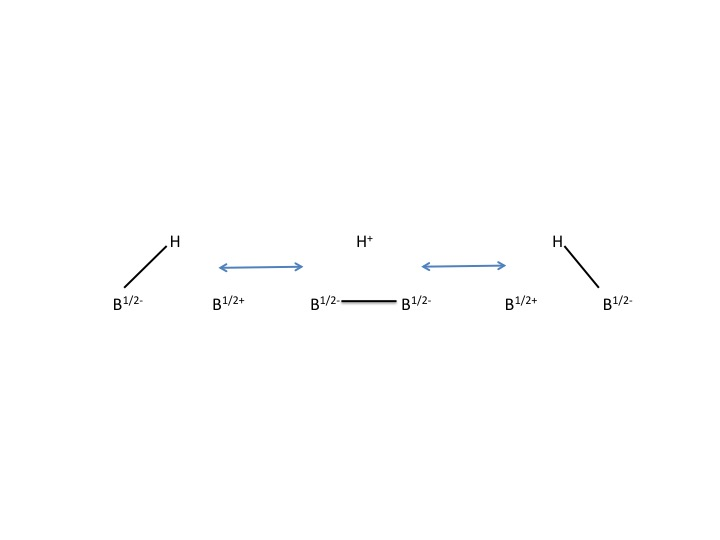
Bor có khả năng hình thành "liên kết ba tâm-hai-điện tử". Hình ảnh ở đây là cấu trúc cộng hưởng của liên kết 3c-2e trong diboran.

Chlor carba-chlorso-dodecaborate anion HCB
11Cl−
11 là một anion ổn định vượt trội với những gì trước đây được mô tả là các liên kết B–Cl "trơ về mặt thay thế".

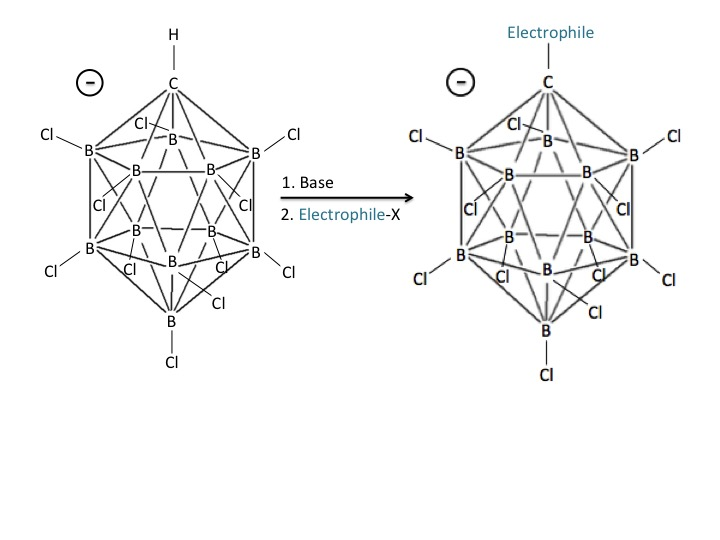
Trong khi đỉnh C của anion gốc bor có thể khử ion và hơn nữa phản ứng với các chất điện cực, các liên kết B–Cl về cơ bản vẫn trơ.

Chlorso chỉ ra rằng phân tử có nguồn gốc chính thức (bằng cách thay thế B thành C+ (B-to-C+)) từ boran của phép đo phân vị và tích điện [BnHn]2− (n = 12 đối với các acid carboran đã biết). Cấu trúc cagelike được hình thành bởi 11 nguyên tử bor và 1 nguyên tử carbon cho phép các electron phân định vị trí cao thông qua lồng 3D (tính ổn định đặc biệt của hệ thống carboran được gọi là "σ-thơm" ("σ-aromaticity")) và năng lượng cao cần thiết để phá vỡ phần cụm bor của phân tử là điều mang lại cho anion sự ổn định đáng kể của nó. Bởi vì anion cực kỳ ổn định, nó sẽ không hoạt động như một nucleophile đối với chất nền proton hóa, trong khi bản thân acid hoàn toàn không bị oxy hóa, không giống như các thành phần acid Lewis của nhiều siêu acid như antimon pentafluoride. Do đó, các phân tử nhạy cảm như C60 có thể được proton hóa mà không bị phân hủy.

## Cách sử dụng
Có rất nhiều ứng dụng được đề xuất cho các acid carboran gốc bor. Ví dụ, chúng đã được đề xuất làm chất xúc tác cho quá trình cracking hydrocarbon và đồng phân hóa alkan để tạo thành các isoalkanes phân nhánh (ví dụ: "isooctan"). Các acid carboran cũng có thể được sử dụng như các acid Brønsted mạnh, chọn lọc để có khả năng tổng hợp hóa học tốt, trong đó tính ưa nucleophin thấp của phản ứng có lợi. Trong hóa học hữu cơ, chúng có thể được sử dụng để nghiên cứu các cation trung gian. Trong tổng hợp vô cơ, tính acid mạnh của chúng có thể cho phép cô lập các nguyên tử ngoại lai như muối của xenon proton hóa.